# Enterprise (NX-01)
L'Enterprise NX-01 è la nave stellare in cui sono ambientate le vicende della serie televisiva di fantascienza Star Trek: Enterprise e che dà il nome al telefilm. Il vascello è capitanato da Jonathan Archer durante il suo servizio attivo ed è la prima nave a curvatura chiamata Enterprise.

## Storia
Varata nel 2151 l'Enterprise NX-01 è la prima astronave della classe NX. È il primo vascello esplorativo a lungo raggio della Terra e la prima nave in grado di viaggiare a curvatura 5.
Il Capitano Archer al comando dell'Enterprise effettua il primo contatto con molte specie aliene, tra le quali si segnalano i Sulibani, i Tholiani, i Klingon e gli Andoriani. La nave effettua molti incontri pacifici e traccia mappe di certe regioni dello spazio fino ad allora inesplorate. L'equipaggio dell'Enterprise riesce a ricomporre antiche fratture tra gli Andoriani e i Vulcaniani, due specie che appaiono vicine ad un conflitto con il rischio della distruzione reciproca.
L'astronave partecipa alla difesa della Terra durante la crisi Xindi nel 2153-2154 partendo in una missione esplorativa/difensiva verso la Distesa Delfica, anomalia spaziale ove risiedono gli Xindi. Durante la missione l'astronave subisce molti scontri e diversi lutti ma riesce a far ritorno alla Terra dopo aver concluso la missione. Un incidente proietta l'astronave in un 1944 alternativo dove gli Stati Uniti sono stati invasi e parzialmente conquistati dai Nazisti. L'equipaggio dell'astronave riesce a ristabilire la linea del tempo originale.
La NX-01 è l'unica astronave di Star Trek ritirata dopo soli 10 anni con il suo comandante ed equipaggio originali. Due secoli dopo Deanna Troi afferma di aver visitato quando ancora andava a scuola, in un museo, un vascello di classe NX, ma di non ricordare se fosse stato l'Enterprise.

## Caratteristiche e tecnologia
L'NX-01 inizialmente risulta armata di cannoni al plasma e di siluri della classe spaziali Triton mentre la protezione è affidata a delle corazze polarizzate in duranio. Dopo alcuni aggiornamenti i cannoni al plasma sono sostituiti da cannoni a phaser e i siluri spaziali Triton sono rimpiazzati dai siluri fotonici. Il nuovo armamento è a uno stadio sperimentale. Gli scudi sono ancora in sviluppo e quindi il comparto difensivo dell'astronave viene aggiornato con una polarizzazione elettromagnetica.
L'astronave è dotata di due navette chiamate rispettivamente Pod One e Pod Two. L'Enterprise è dotata di uno dei primi teletrasporti. Il teletrasporto, certificato per il trasporto di cose e di materiale biologico, viene certificato per il trasporto umano e ne viene fatto un uso intenso durante la missione nella Distesa Delfica.
I motori a curvatura sono in grado di raggiungere una velocità teorica di curvatura 5.5. Nella squadra dei progettisti figurano Zefram Cochrane e anche Henry Archer. Il motore è dotato di 5 iniettori di plasma, può viaggiare anche con 4 ma appare sconsigliabile far viaggiare l'astronave solo con 3 iniettori. Il plasma di curvatura deve raggiungere almeno i 3000 gradi per raggiungere la combustione. L'antimateria viene stoccata in contenitori trasportabili, mentre il reattore principale è in grado di contenere antimateria sufficiente per un mese di operatività.
La nave, sebbene possa raggiungere la velocità di curvatura 5, non risulta in grado di mantenerla per lunghi periodi, difatti normalmente viaggia a curvatura 4.5 La prima volta che il vascello raggiunge curvatura 5 è nel corso dell'episodio La caduta di un eroe'' nella prima stagione. Nell'episodio Babel della quarta stagione l'astronave raggiunge curvatura 5.06 e durante l'episodio Virus letale raggiunge la velocità di 5.2, sebbene la nave non possa sopportare a lungo una simile velocità. Grazie a tecnologie aliene integrate nel 2154, la nave è in grado di superare curvatura 6, ma con un 22% di probabilità di esplodere.
Le gondole di curvatura schermate pesantemente sono formate di una lega di osmio, con una densità di almeno 20 000 parti per micron, che può bastare per proteggere l'equipaggio dalle radiazioni di una tempesta neutronica di classe 5. È possibile reindirizzare sulle console presenti all'interno delle gondole i comandi tecnici e di navigazione dell'intera nave. È possibile chiudere il flusso di antimateria verso le gondole agendo sui regolatori di flusso manuali presenti all'incrocio 42 alfa, poi agendo sui sequenzatori del dilitio, spegnendo così il motore.
Le comunicazioni a lungo raggio con la Terra sono rese possibili da una serie di amplificatori subspaziali conosciuti come Echo One, Echo Two, Echo Three, e così via. Il sistema di comunicazione interna consente di trasferire una chiamata verso il comunicatore personale (Horizon). Le comunicazioni all'interno della nave sono possibili tramite pannelli posti sulle pareti. Le squadre da sbarco portano con sé dei comunicatori con integrato un prototipo di traduttore universale.
Il computer è il più avanzato della flotta, occupa tre ponti della nave ed è in grado di interpretare alcuni comandi vocali.
L'astronave non è dotata di raggio traente ma di un cavo di traino di 1000 metri di lunghezza operativa.
Lo scafo è in duranio corazzato polarizzato, non è dotato di sistema di scudi a campi di energia.
Le armi sono tre prototipi di cannoni a fase con emettitore multifasico con una potenza massima di 500 GW installati in torrette retrattili. Cannoni laser e siluri spaziali. In seguito vennero montati siluri fotonici.
In caso di emergenza, la nave è equipaggiata con diversi pod di salvataggio, che raggiungono una velocità massima di 300 km/h. Le navette vengono lanciate utilizzando un sistema di aggancio magnetico attraverso grossi portelloni posti sulla parte ventrale del disco.

### Shuttlepod
Gli shuttlepod sono delle piccole navette utilizzate particolarmente in Star Trek: Enterprise.
L'utilizzo di queste navette è dovuto alla mancanza di fiducia nel teletrasporto che ha l'equipaggio della prima nave spaziale terrestre. Durante la serie, tuttavia, queste piccole navi verranno abbandonate (anche se non completamente) a favore del teletrasporto.
Gli shuttlepod della serie Star Trek: Enterprise hanno una velocità di crociera ridotta, mentre negli altri episodi (ambientati oltre il 2300) possono raggiungere perfino la velocità di curvatura (velocità massima curvatura 1.2).
Sullo stesso shuttlepod stanno di solito tre persone, due persone ai comandi, e una ai sensori.
Gli armamenti dello shuttlepod sono semplici, sono serviti da due cannoni a fase a media potenza.
I sensori sono solitamente sensori a basso-medio raggio, anche perché non servirebbero sensori a lungo raggio su una piccola nave, se non alla deriva nello spazio; la navicella è anche dotata di scanner per eseguire scansioni su pianetoidi, stelle e intere aree spaziali.
Le navi della serie Enterprise sono dotate di un portello d'attracco per shuttlepod e altre navicelle minori.

## Sviluppi successivi
Due successivi modelli della classe NX furono sviluppati dopo il 2151, dopo il varo nella NX-01. La seconda nave con motori a curvatura 5 viene battezzata Columbia (NX-02) e lanciata nel novembre del 2154. L'astronave è comandata dal capitano Erika Hernandez e presta aiuto alla NX-01 quando questa viene sabotata dai Klingon.
Nel periodo precedente la fondazione della Federazione Unita dei Pianeti la Flotta Stellare sviluppa navi in grado di raggiungere curvatura 7, rendendo obsoleta la NX-01. Nel 2161, dopo la nascita della Federazione la NX-01 viene disarmata. Non è nota la fine delle navi gemelle come il Columbia, ma si presume che siano disarmate nello stesso periodo per obsolescenza.

## Linee del tempo alternative
- In una linea del tempo alternativa l'NX-01 non riuscì a evitare la distruzione della Terra da parte degli Xindi. Dopo la Terra gli Xindi distrussero le colonie terrestri mentre la Flotta Astrale cercava di combattere una guerra disperata. Gli ultimi superstiti umani si riunirono a Ceti Alpha V dove si riunì ciò che rimaneva della Flotta Astrale, le navi Enterprise, l'Intrepid e due astronavi di classe Gange. La NX-01 venne distrutta durante la battaglia finale con gli Xindi ma questa linea del tempo venne cancellata.[4]
- In un'altra linea del tempo alternativa l'Enterprise incontrò una anomalia che la trasportò cento anni nel passato. Impossibilitata a tornare sulla Terra per non compromettere la linea del tempo la nave divenne una nave generazionale al comando di Lorian, figlio di T'Pol e di Trip Tucker. Questa NX-01 intercettò la NX-01 di Archer e impedì ad Archer di cadere nell'anomalia. Si presuppone che la NX-01 guidata da Lorian sia stata eliminata dato che Archer non è caduto nell'anomalia temporale, ma esistono anche indizi che negano questa idea.[1]

## Universo nello specchio
Nell'universo dello specchio la NX-01 si chiama ISS Enterprise e appare in un episodio diviso in due puntate. La ISS Enterprise ha una colorazione leggermente diversa con delle strisce laterali gialle ma per il resto sembra identica alla NX-01, tranne che nel 2155 Charles Tucker dotò la nave di un dispositivo di occultamento rubato ai Sulibani. Non esistono informazioni precise, ma da alcuni dialoghi si presume che la velocità massima della nave sia prossima a curvatura 7. L'armamento invece sembra simile se non identico a quello della NX-01, tranne per il fatto che la ISS Enterprise è dotata di un raggio traente. L'astronave è comandata dal capitano Maximillian Forrest fino a quando Jonathan Archer con un ammutinamento non ne prende il possesso. Forrest in seguito riprende il controllo del vascello che comunque viene distrutto dopo pochi giorni dai Tholiani. Solo alcuni membri dell'equipaggio riescono a salvarsi tramite le scialuppe di salvataggio.

## Disposizione dei servizi a bordo
- Ponte A: plancia, ufficio del capitano, sala tattica (direttamente dietro la plancia).
- Ponte B: alloggi dell'equipaggio, sistemi di distribuzione dell'energia, rete dei sensori, serbatoi di deuterio, alloggio di Tucker.[7]
- Ponte C: soppalco sala motori principale, condotti di trasferimento dell'energia, sala di osservazione, alloggio di T'Pol[8] sulla parte sinistra, palestra.[9]
- Ponte D: sala macchine, alloggi ufficiali giovani e truppa, sala di osservazione, teletrasporto, alloggi degli ufficiali, sala decontaminazione[8], stiva 2.[10]
- Ponte E: sala macchine, deflettore principale, alloggio del capitano, sala mensa (convertibile in sala cinema), alloggi degli ufficiali anziani, infermeria, hangar, laboratorio scientifico, portelli di attracco.[8]
- Ponte F: camere di lancio dei siluri (babordo e tribordo), armeria, sala di osservazione, porte di lancio degli shuttlepod, serbatoi dell'antimateria.
- Ponte G: sistemi informatici, sensori.

Due mezzi ponti, inseriti tra il Ponte D e il Ponte E e tra il Ponte E e il Ponte F, ospitano i condotti del plasma e i tunnel di accesso.